# بستان السلطان (صنعاء القديمة)

تعديل مصدري - تعديل

حارة بستان السلطان هي إحدى حارات مدينة صنعاء القديمة، بلغ تعداد سكانها 1193 نسمة حسب تعداد اليمن لعام 2004.